# Новоегоровка (Двуречанский район)
Новоегоровка (укр. Новоєгорівка) — село, Новоегоровский сельский совет, Двуречанский район, Харьковская область, Украина, Украина.
Код КОАТУУ — 6321883301. Население по переписи 2001 года составляет 535 (246/289 м/ж) человек.
Является административным центром Новоегоровский сельский совет, в который, кроме того, входят сёла Берестовое, Граково, Ивановка, Мальцевка, Терны и посёлок Великий Выселок.

## Географическое положение
Село Новоегоровка находится в начале балки Колодная, на расстоянии в 2 км от сёл Граково, Берестовое, Ивановка. В селе несколько запруд.

## История
- ранее 1860 — дата основания.

## Объекты социальной сферы
- Школа.
- Спортивная площадка.
- Больница.